# Fortunato Depero

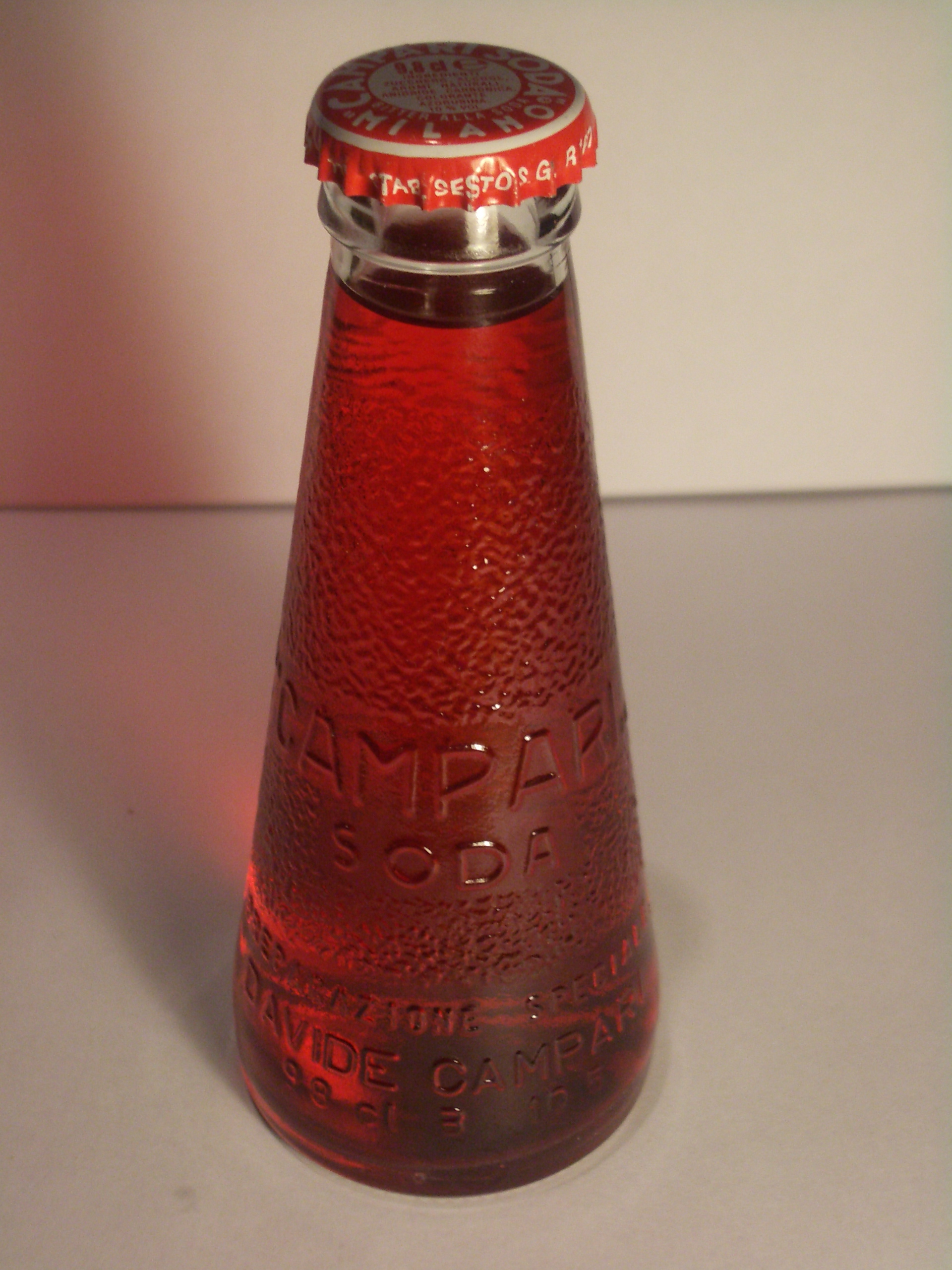
Butelka sody Campari zaprojektowana przez niego w 1930 i wciąż będąca w produkcji

Fortunato Depero (ur. 30 marca 1892 w Fondo, zm. 29 listopada 1960 w Rovereto) – włoski malarz, rzeźbiarz, pisarz i projektant graficzny związany z futuryzmem.
Od roku 1913 poznawał twórców futuryzmu. W 1914 przeprowadził się do Rzymu, gdzie poznał Giacomo Balla, z którym wspólnie w 1915 napisał manifest Ricostruzione futurista dell’universo („Futurystyczna rekonstrukcja wszechświata”). W roku 1919 założył Dom Sztuki Futurystycznej w Rovereto. W 1925 roku reprezentował futurystów na Exposition Internationale des Arts Décoratifs et Industriels Modernes.
W 1928 przeprowadził się do Nowego Jorku, gdzie projektował okładki dla magazynów takich jak m.in.: „Movie Maker”, „The New Yorker” i „Vogue”. W drugiej połowie lat pięćdziesiątych powrócił do Rovereto. W sierpniu 1959 otwarto Gallerię Museo Depero.